# نادي أتلتيكو هيرمان أيشينجار
نادي أتلتيكو هيرمان أيشينجار لكرة القدم (بالبرتغالية: Clube Atlético Hermann Aichinger‏) ، هي نادي كرة قدم برازيلي، أسس سنة 1951 م.

## وصلات خارجية
- الموقع الرسمي

لم يتم العثور على روابط لمواقع التواصل الاجتماعي.